# Herbert Eras

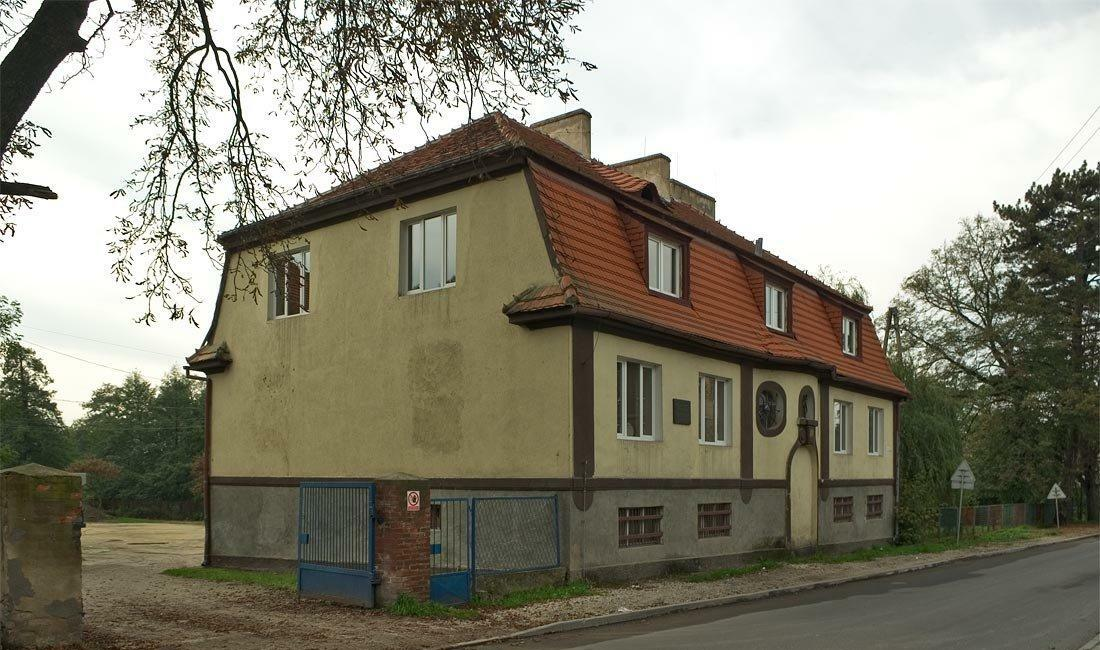
Dawna pastorówka w Mrowinach

Herbert Eras (ur. 4 grudnia 1877 w Kostrzycy, zm. 9 listopada 1969 w Kassel) – niemiecki architekt tworzący w latach 1907-1945 we Wrocławiu, projektant dwóch schronisk górskich  w Karkonoszach.

## Życiorys
Był synem Wolfganga Erasa (1843-1892), ekonomisty i pierwszego sekretarza izby handlowej we Wrocławiu.
Eras był członkiem BDA – Niemieckiego Związku Architektów, na początku XX w. należał obok Conrada Helbiga, Richarda i Paula Ehrlichów, Richarda Mohra i Ericha Graua do najbardziej cenionych wrocławskich architektów projektujących jednorodzinne domy mieszkalne i luksusowe wille na zlecenie zamożniejszej części mieszkańców Wrocławia. Jego pierwsze wrocławskie dokonania datowane są od roku 1907: kamienica jednorodzinna przy ul. Dworcowej 1 i pawilon VII Niemieckiego Święta Towarzystwa Śpiewaczego. Przed I wojną światową zaprojektował m.in. willę Zimmermann w Polanicy-Zdroju w roku 1906, willę przy dzisiejszej ul. Szymanowskiego 15 w 1909, willę Clary Fuhrmann w Karpaczu Górnym w tym samym roku, swój własny dom przy Olszewskiego 11 w 1913 oraz hotel górski Teichmannbaude w Karpaczu, obecnie noszący nazwę Orlinek, także w roku 1913. Styl w jakim tworzył w tym czasie to połączenie historyzmu z Landhausem – tradycyjnym śląskim budownictwem, czasem też włączając elementy secesji. 
W okresie międzywojennym Herbert Eras podążał w kierunku modernizmu, nie porzucając całkowicie Landhausu. W latach dwudziestych wykonał projekty dwóch dużych, funkcjonujących do dziś schronisk górskich w Karkonoszach: Schlesierhaus – Śląskiego Domu wybudowanego w latach 1921-22, a w roku 1928 schroniska młodzieżowego Rübezahl, dziś PTTK Odrodzenie, projekt którego zwyciężył w rozpisanym wcześniej konkursie. We Wrocławiu stworzył m.in. projekt rozbudowy zakładów kąpielowych przy ul. Teatralnej w latach 1925-27 i budynki pomocnicze szpitala diakonijnego Bethanien przy dzisiejszej ulicy Krakowskiej w 1925. Również w tym samym roku według jego projektu powstała także pastorówka w Mrowinach. Po wyjeździe z Wrocławia w roku 1945 osiadł w Kassel, poświęcił się tam pracy nad ochroną zabytków.

## Literatura
- Rafał Eysymontt, Jerzy Ilkosz, Agnieszka Tomaszewicz, Jadwiga Urbanik (red.): Leksykon architektury Wrocławia. Wrocław: Via Nova, 2011. Brak numerów stron w książce
- Hanna Górska: Wrocławska drewniana architektura szkieletowa. Wrocław: Muzeum Miejskie Wrocławia, 2014. Brak numerów stron w książce
- Günther Grundmann. †Herbert Eras. „Schlesien. Eine Vierteljahresschrift für Kunst, Wissenschaft und Volkstum”. Vol. 15-16, s. 57-58, 1970.